# 洛克里斯
洛克里斯（羅馬化：Lokrís）是古希臘的一個地區，在地理上被分為西洛克里斯以及東洛克里斯兩部份。洛克里斯位於希臘中部，是洛克里人的居住地。義大利南部卡拉布里亞地區的城市洛克里曾為洛克里人建立的殖民地。

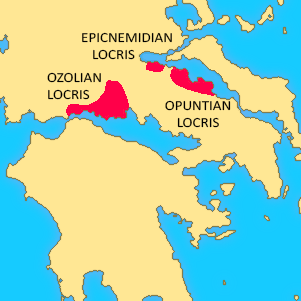
洛克里斯